# 포겐도르프 착시
포겐도르프 착시(Poggendorff illusion)는 중간에 놓인 구조물의 윤곽에 의해 중단된 사선(斜線, oblique line)의 나뉜 선들 중 한 세그먼트 위치를 잘못 인식하는 기하학적 광학 착시이다. 이것은 1860년  죌너 착시(Zöllner illusion)로 알려진 것에 대해 처음 보고했을 때 요한 프리드리히 쵤너(Johann Karl Friedrich Zöllner)가 물리학 저널(독일어 Annalen der Physik)에 제출한 그림에서 그것을 발견한 저널의 편집자이자 물리학자인 요한 포겐도르프(Johann Christian Poggendorff)의 이름을 따서 명명되었다.  착시의 크기는 가려진 패턴의 속성과 테두리의 특성에 따라 달라진다.
다양한 구성 요소를 '절단'(amputating)하는 것을 포함하여 착시현상에 대한 많은 자세한 연구는 그 주된 원인을 가리킨다. 그림의 예각(銳角, acute angle)은 확대된 것처럼 보이지만 착시의 원인이 감소하거나 사라지면 가로선은 수평 또는 수직에서의 사선이다. 다른 요인도 관련된다고 알려져 있다.

## 예
|      |
| 예시 |

## 같이 보기
- 폰조 착시